# Mesochorus longurius
Mesochorus longurius är en stekelart som beskrevs av Schwenke 1999. Mesochorus longurius ingår i släktet Mesochorus och familjen brokparasitsteklar. Inga underarter finns listade i Catalogue of Life.